# Ćumurija most
Ćumurija most nalazi se u Sarajevu i povezuje desnu i lijevu stranu Miljacke. Nalazi se u blizini At mejdana. Most je izgradio Hadži Hasan 1556. godine i popravljan je nekoliko puta. Most je zamijenjen željeznom konstrukcijom 1886. godine. Imenovan je po lužini ćumura kojeg su sabljari prenosili preko mosta, a njihove trgovine su bile smještene u blizini.
Početkom 2012. most je osvijetljen LED rasvjetom i obnovljen ulaganjem 80 000 konvertibilnih maraka. Iluminacija ili osvijetljenje je bazirana na upotrebi nove tehnologije - linearne LED svjetiljke. 

## Vanjske poveznice
- informativni medij  Arhivirana inačica izvorne stranice od 8. travnja 2014. (Wayback Machine)